# Condado de Pitigliano
O Condado de Pitigliano foi um antigo estado italiano, localizado no centro de Itália, fazendo fronteira a norte com o Grão-ducado da Toscana e, a sul, com os Estados Pontifícios, na zona chamada "area del tufo", entre as atuais províncias de Grosseto e de Viterbo. A indiscutível Capital do condado era a Pitigliano, apesar de, durante alguns períodos, o centro do poder tenha sido Sorano, ao passo que a localidade de Montevitozzo foi adquirida como feudo e torna-se sede de uma residência de campo da família, a Villa Orsini.

## História
O estado hereditário da família Orsini era o condado de Sovana, feudo da casa Aldobrandeschi que, na segunda metade do século XIV, passou para Romano Orsini, filho de Bertoldo I, marido da herdeira Anastasia Aldobrandeschi.
No início do século XV, na sequência de algumas batalhas contra a República de Siena, os Orsini perdem muitos dos seus territórios mas, no prazo de alguns anos, Bertoldo (sobrinho de Guido) consegue recuperar Pitigliano, Sorano e algumas fortalezas da zona, embora não Sovana.
O personagem mais representativo desta linha foi o conde Nicolau Orsini (1442 – 1510), grande condottiero inicialmente ao serviço de Jacopo Piccinino, depois ao lado dos Médici contra Fernando I que antes de herdar o Grão-ducado apoiara a conjura dos Pazzi. Participou sucessivamente na chamada guerra do Sal de 1482, no assédio de Nola em 1494 e, finalmente, como capitão general das forças da Serenissima, distinguiu-se na conquista de Cremona.

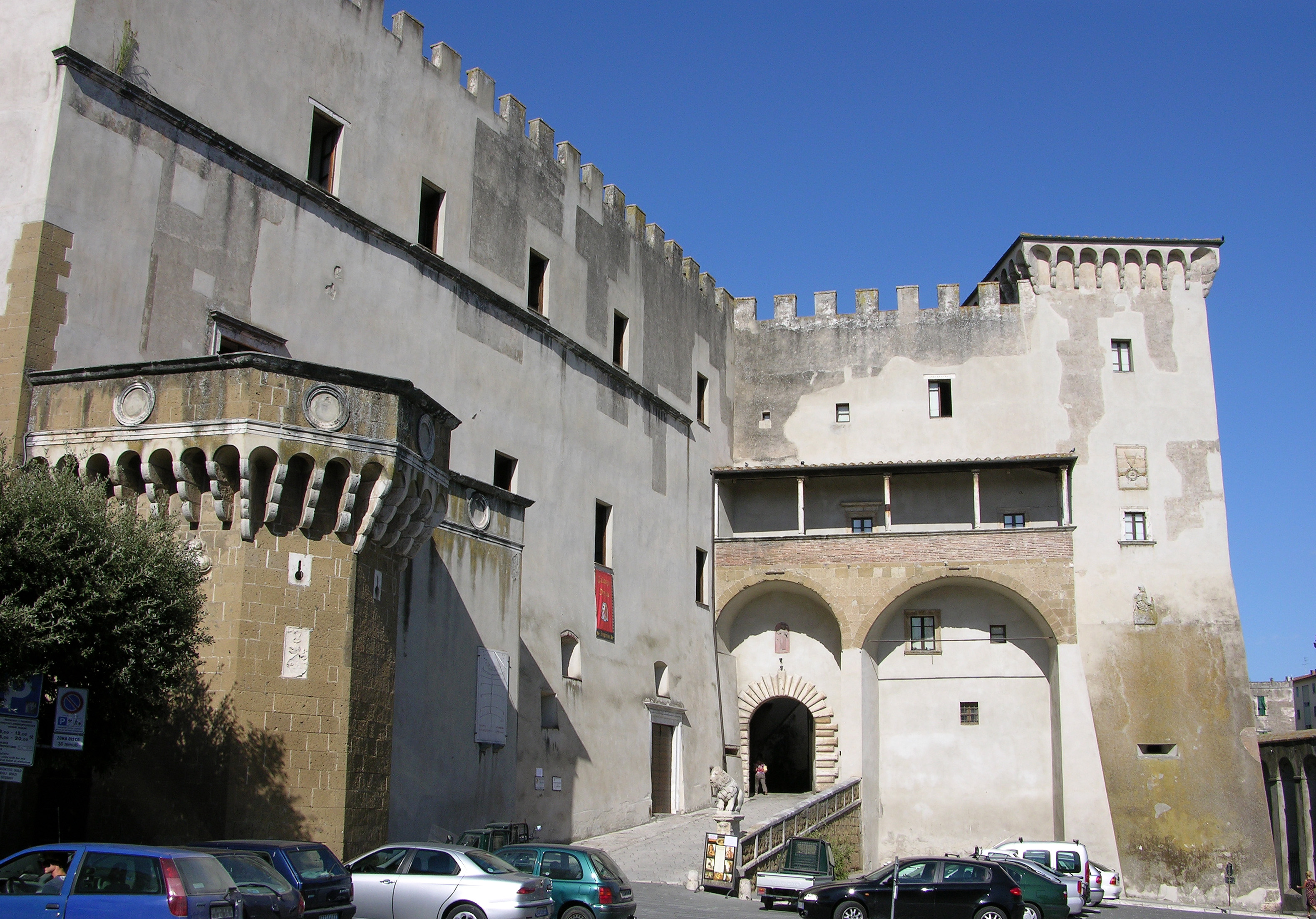
O castello Orsini, em Pitigliano

A decadência do condado dos Orsini iniciou-se com o conde Ludovico que foi constrangido a aceitar a supremacia da República de Siena sob Pitigliano. Mas, com a queda desta, o feudo dos Orsini teve que se submeter de modo definitivo a Florença.
Em 1555 João Francisco Orsini (filho de Ludovico), estabeleceu um acordo de proteção com o Grão-Ducado da Toscana pela tutela e defesa em caso de assédio. No entanto, ele decidiu afastar-se do feudo e residir em Roma e Florença.
Para saldar as próprias dívidas, Pitigliano foi definitivamente alienada a Fernando I de Médici, a 9 de junho de 1604, por João António, filho do conde Alexandre, a troco do marquesado de Monte San Savino: os últimos descendentes deste ramo dos Orsini extinguiram-se em 1640 pela morte do terceiro marquês, Alexandre.
O local principal de sepultura dos condes encontrava-se na igreja de Pitigliano, a Catedral de San Pietro: o corpo de Nicolau III Orsini foi transladado pelos seus filhos de Veneza para Fiano Romano, onde, em Santo Stefano Nuovo foi construído um monumental sarcófago.

## Lista de Condes de Pitigliano (1336-1604)[8]

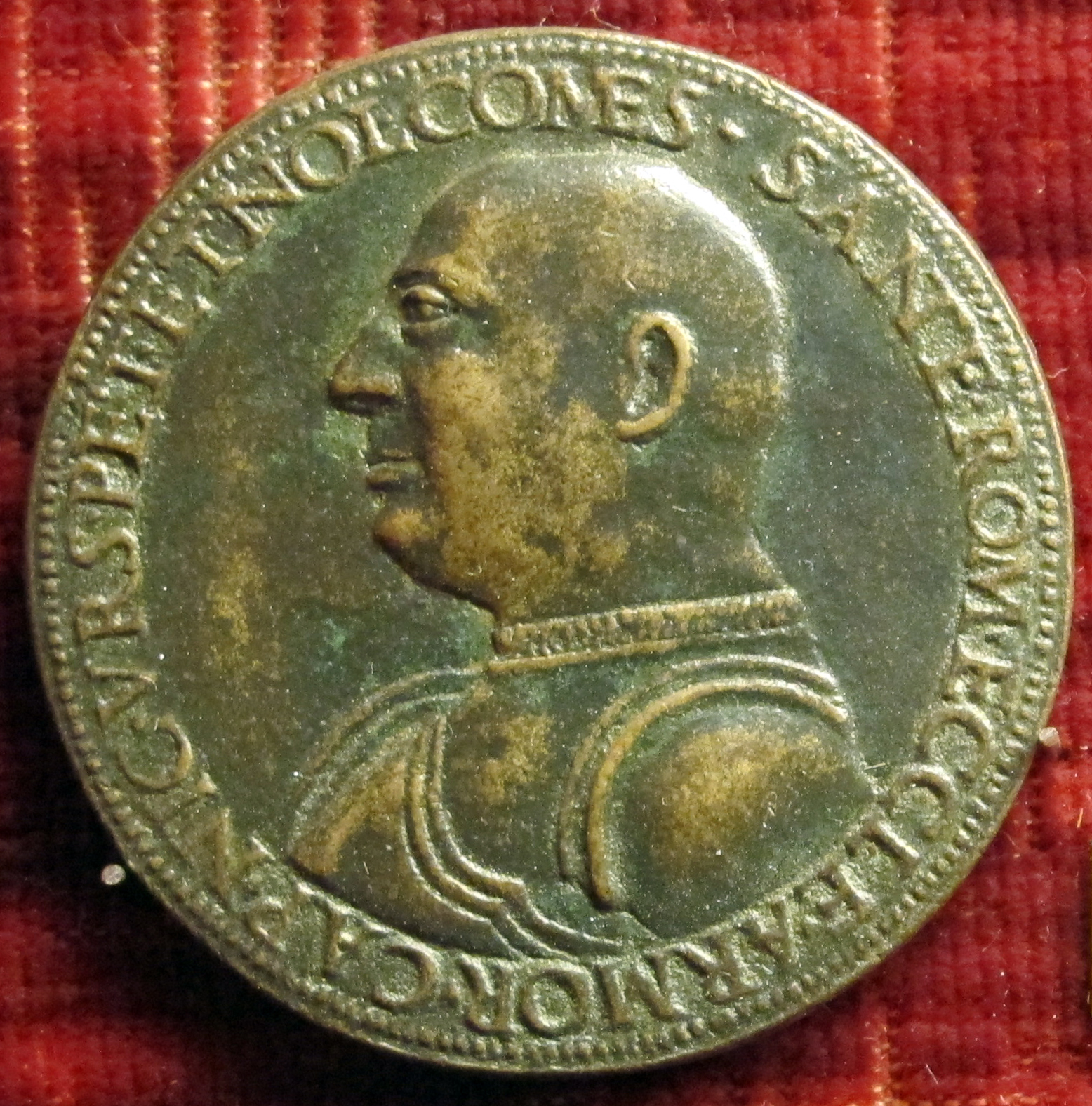
Medalha com a efinge de Nicolau II Orsini.

1. Guido Orsini, 1336-1348. Consorte: Agostina della Gherardesca;
2. Aldobrandino I, 1348-1384. Consorte: Mabilia Gaetani;
3. Nicolau I (Niccolò I), 1417-1425. Consorte: Luigia Orsini;
4. Aldobrandino II 1425-1472. Consortes: (1) Bartolomea Orsini di Bracciano; (2) Gironima Orsini di Tagliacozzo;
5. Nicolau II (Niccolò II) 1472-1510. Consortes: (1) Elena Conti; (2) Guglielmina.
6. Luís (Ludovico) 1510-1534. Consorte: Giulia Conti.
7. João Francisco (Gian Francesco) 1534-1567. Consortes: (1) Ersilia Caetani di Sermoneta; (2) Rosata Agostini.
8. Nicolau III (Niccolò III) 1567-1580. Consorte: Livia Orsini di Nerola;
9. Alexandre (Alessandro) 1580-1604. Consorte: Virginia Orsini di Monterotondo. Depõe o pai.
10. João António (Giannantonio) 1604-1604. Consorte: Nannina del Nero. Último conde soberano, vende o feudo ao grão-duque da Toscana em troca do marquesado de Monte San Savino (1604-1613).

## Referência
1. ↑  Celata, p. 50
2. ↑  A Guerra do Sal ou Guerra de Ferrara (1482-1484)
3. ↑  Celata, p. 45
4. ↑  Corridori, p. 30
5. ↑  Corridori, p. 31
6. ↑  Bruscalupi, p. 198
7. ↑  Bruscalupi, p. 200
8. ↑  Bruscalupi, p. 152

- Este artigo foi inicialmente traduzido, total ou parcialmente, do artigo da Wikipédia em italiano cujo título é «Contea di Pitigliano».